# Kongregacija za vzhodne Cerkve
Kongregacija za vzhodne Cerkve
 (latinsko Congregatio pro Ecclesiis Orientalibus) je bila kongregacija Rimske kurije, odgovorna za odnose s katoliškimi cerkvami na Bližnjem vzhodu. Pomagala jim z razvojem, pri zaščiti njihovih pravic in jih povezovala v celotno organizacijo Rimskokatoliške cerkve. 
Delovala je na območju Egipta, Sinajskega polotoka, Eritreje, Etiopije, Albanije, Bolgarije, Cipra, Grčije, Irana, Iraka, Libanona, Palestine, Sirije, Jordanije in Turčije. Sama kongregacija izvira iz Congregatio de Propaganda Fide pro negotiis ritus orientalis, ki jo je ustanovil papež Pij IX. 6. januarja 1862.

## Prefekti (kardinali)
- Nicolò Marini (1917-1922)
- Giovanni Tacci Porcelli (1922-1927)
- Luigi Sincero (1927-1936)
- Eugène Tisserant (1936-1959)
- Amleto Giovanni Cicognani (1959-1961)
- Gabriel Acacius Coussa (proprefekt 1961, prefekt 1962)
- Gustavo Testa (1962-1968)
- Maximilien de Furstenberg (1968-1973)
- Paul-Pierre Philippe (1973-1980)
- Wladyslaw Rubin (1980-1985)
- Duraisamy Simon Lourdusamy (1985-1991)
- Achille Silvestrini (1991-2000)
- Ignace Daoud (2000-2007)
- Leonardo Sandri (2007-danes)

## Ukinitev
Kongregacija je bila ukinjena z apostolsko konstitucijo papeža Frančiška Praedicate Evangelium, objavljeno 19. marca 2022. Ta je stopila v veljavo 5. junija 2022, na binkošti, ter je nadomestila apostolsko konstitucijo Pastor Bonus iz leta 1988.